# Hyphydrus renardi
Hyphydrus renardi är en skalbaggsart som beskrevs av Severin 1890. Hyphydrus renardi ingår i släktet Hyphydrus och familjen dykare. Inga underarter finns listade i Catalogue of Life.